# Japanische Kaiser-Eiche
Die Japanische Kaiser-Eiche (Quercus dentata) ist ein mittelgroßer Baum aus der Gattung der Eichen in der Familie der Buchenartigen. Das Verbreitungsgebiet liegt in Japan, Korea, im Westen und Norden von China und im östlichen Russland.

## Beschreibung

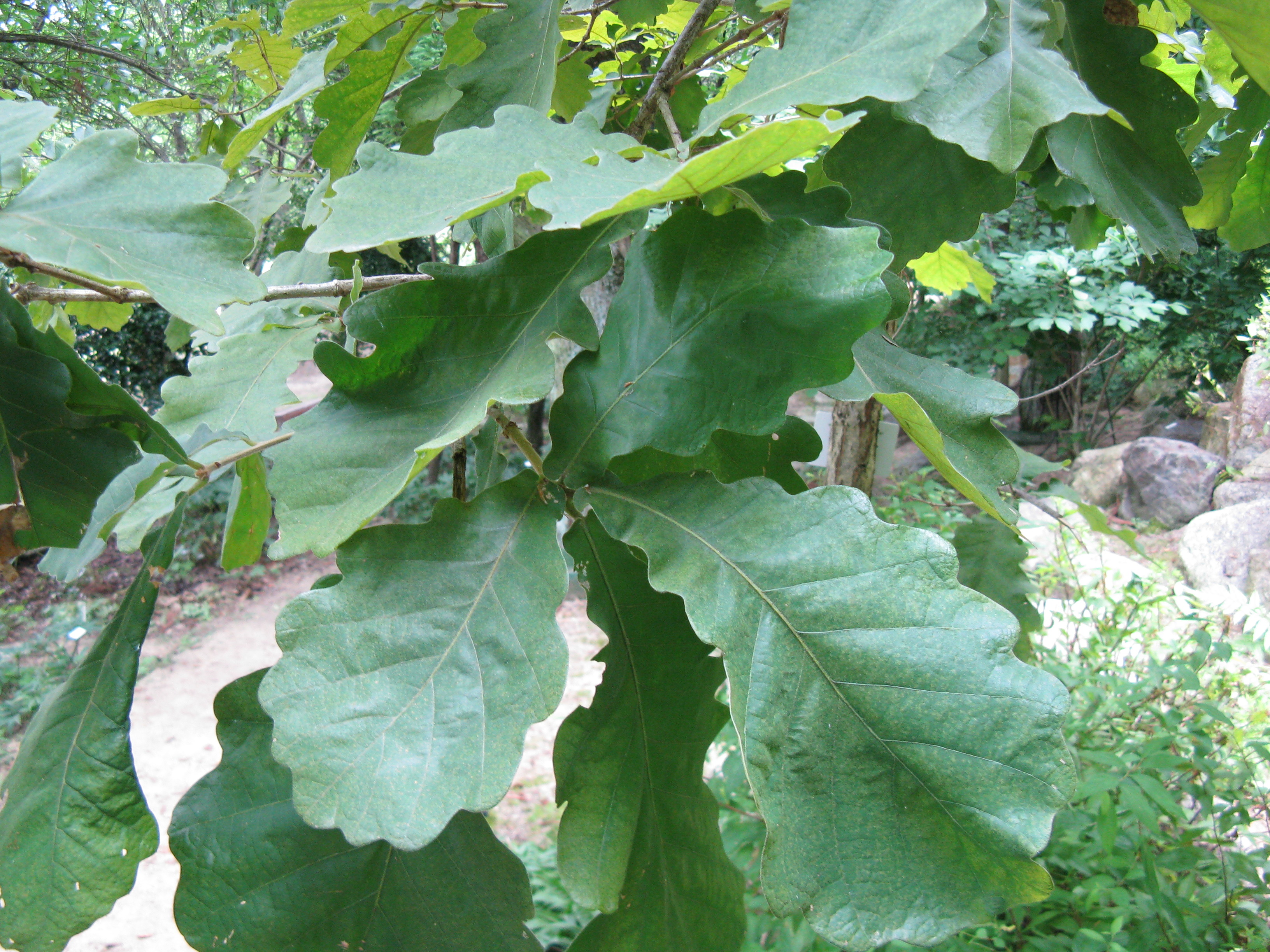
Blätter

Die meist laubabwerfende Japanische Kaiser-Eiche ist ein bis zu 25 Meter hoher Baum mit offener und oft niedrig angesetzter Krone. Der Stammdurchmesser erreicht über 90 Zentimeter mit grau-brauner bis gräulicher, dicker, tiefrissig gefurchter, korkiger Borke. Die Triebe sind sehr dick und graufilzig behaart. 
Die wechselständigen und kurz gestielten, großen Laubblätter sind 10 bis 32 Zentimeter lang. Der Stiel ist behaart und 2 bis 5 Millimeter lang. 
Die leicht ledrigen und buchtigen bis gelappten Blätter sind verkehrt-eiförmig und stumpf bis rundspitzig, mit keil- bis oder herzförmiger bzw. geöhrter Basis. Auf beiden Seiten gibt es fünf bis zehn meist abgerundete bis stumpfe, teils feinstachelspitzige Lappen. Es werden acht bis zwölf Nervenpaare gebildet. Die leicht rauhaarige Blattoberseite ist dunkelgrün und anfangs gelbgrün behaart, die Unterseite junger Blätter ist zuerst gelbgrün behaart und später mehr oder weniger weich behaart. 
Die Früchte sind etwa 2 Zentimeter lang, eiförmig bis fast rundlich, sitzend und etwa zur Hälfte von einem schuppigen Fruchtbecher mit am oberen Rand fransig abstehenden Schuppen umgeben. Die Früchte stehen in Büscheln.
Die Chromosomenzahl beträgt 2n = 24.

## Verbreitung und Ökologie
Das Verbreitungsgebiet liegt auf den Kurilen und in der Region Chabarowsk im östlichen Teil von Russland, in den chinesischen Provinzen Anhui, Gansu, Guizhou, Hebei, Heilongjiang, Henan, Hubei, Hunan, Jiangsu, Jiangxi, Jilin, Liaoning, Shaanxi, Shandong, Shanxi, Sichuan, Yunnan und Zhejiang, auf den japanischen Inseln Hokkaidō, Honshū, Kyushu und Shikoku und in Korea. Sie wächst in artenarmen Wäldern auf trockenen bis frischen, sauren bis schwach alkalischen, sandig-humosen Böden an sonnigen Standorten. Die Art ist wärmeliebend und meist frosthart.

## Systematik und Forschungsgeschichte
Die Japanische Kaiser-Eiche (Quercus dentata) ist eine Art aus der Gattung der Eichen (Quercus) in der Familie der Buchengewächse (Fagaceae). Die Erstbeschreibung erfolgte 1784 durch Carl Peter Thunberg in der Systema Vegetabilium: secundum classes ordines genera species cum characteribus et differentiis. Editio decima quarta.

## Verwendung
Die Art wird selten wegen des Holzes oder wegen der Herbstfärbung als Ziergehölz genutzt.